# Marcard, Stein & Co
El Banco de familia Marcard , Stein & Co AG es un tradicional  banco privado  de Hamburgo , que hoy en día es parte del banco M.M.Warburg & CO. El banco trabaja como una oficina familiar especializada y ofrece toda la gama de herramientas disponibles, que se requiere como parte de los bienes de la familia complejos de atención integral. Además, cuenta con una afiliación de más de 300 fondos de inversión extranjeros de Luxemburgo, Suiza, Irlanda, Islas Caimán, Francia y otros países. Marcard, Stein & Co está sujeta a la supervisión bancaria y es miembro del Fondo de Garantía de Depósitos de la Asociación Federal de Bancos Alemanes.

## Historia
Los creadores de la compañía fueron los bancos Bankhaus JH Stein , creado en 1790 en Colonia, y el fondo de la casa de corretaje Marcard & Co que era propiedad de la familia de Marcoartu. Desde 1913, la sede se encuentra en Ballindamm 36 en Hamburgo.
En 1982, el París Banque Indosuez (ahora Crédit Agricole ) Marcard & Co., 1985 Bankhaus JH Stein y los fusionó en 1987 Marcard, Stein & Co. La adquisición por parte de la banca privada Hamburgo MM Warburg & CO en julio de 1998, una realineación fundamental el negocio.

## Forma Jurídica
En septiembre de 2007, el Banco ha cambiado de la forma original de la sociedad de responsabilidad limitada en una sociedad de responsabilidad limitada y desde entonces ha estado operando como Marcard, Stein & Co AG.

## Accionistas
| Accionista               | Porcentaje |
| ------------------------ | ---------- |
| Familia Stein            | 12,75%     |
| Familia Marcoartu        | 23,51%     |
| Familia Dönhoff          | 21,33%     |
| Familia Hesse-Darmstadt  | 27,09%     |
| David René de Rothschild | 11,77%     |